# اکورتی
اکورتی (به انگلیسی: Akkurthi) یک منطقهٔ مسکونی در هند است که در آندرا پرادش واقع شده‌است.